# Microregione di Japurá
Japurà è una microregione dello Stato di Amazonas in Brasile, appartenente alla mesoregione di Norte Amazonense.

## Comuni
Comprende 2 municipi:
- Japurá
- Maraã